# Hán Âm
Hán Âm (tiếng Trung: 汉阴县; bính âm: Hànyīn Xiàn) là một huyện của địa cấp thị An Khang, tỉnh Thiểm Tây, Trung Quốc.

### Trấn
| - Thành Quan (城关镇) - Giản Trì (涧池镇) - Bồ Khê (蒲溪镇 - Bình Lương (平梁镇) | - Song Nhũ (双乳镇) - Thiết Phật Tự (铁佛寺镇) - Long Ô (龙垭镇) - Tuyền Oa (漩涡镇) | - Hán Dương (9汉阳镇) - Tửu Điếm (酒店镇) - Song Hà Khẩu (双河口镇) - Thượng Thất (上七镇) |

### Hương
| - Vĩnh Ninh 永宁乡 - Quan Âm Hà 观音河乡 - Thạc Điều Nhai 石条街乡 | - Đồng Tiền 铜钱乡 - Điền Hòa 田禾乡 - Song Bình 双坪乡 |